# Naissance en 1139
Naissance
- 1135
- 1136
- 1137
- 1138
- 1139
- 1140
- 1141
- 1142
- 1143

Cette page dresse une liste de personnalités nées au cours de l'année 1139 :
- 3 juin : Conon de Naso, abbé de Naso (Italie).
- 16 juin : Konoe, 76e empereur du Japon.

- Agnès II, princesse-abbesse de Quedlinburg (en).
- Frédéric Ier de Nuremberg-Zollern, comte de Zollern après 1145 et burgrave de Nuremberg.
- Ghiyath al-Din Muhammad (en), sultan des Ghorides.
- Jakuren, poète et moine bouddhiste japonais.
- Lu Xiangshan, philosophe néoconfucianiste chinois.
- Minamoto no Tametomo, samourai.
- Tokudaiji Sanesada, courtisan kugyō et poète japonais.
- Yaroslav II Vsevolodovich (en), prince de Ropesk, Starodub et de Chernigov (Russie).

date incertaine (vers 1139)
- Sancha de Castille (reine de Navarre)

## Crédit d'auteurs
- Cet article est partiellement ou en totalité issu de l'article intitulé « 1139 » (voir la liste des auteurs).